# Nová Cerekev
Nová Cerekev är en köping i Tjeckien.   Den ligger i regionen Vysočina, i den centrala delen av landet, 90 km sydost om huvudstaden Prag. Nová Cerekev ligger 562 meter över havet och antalet invånare är 1 097.
Terrängen runt Nová Cerekev är lite kuperad. Runt Nová Cerekev är det ganska glesbefolkat, med 45 invånare per kvadratkilometer. Närmaste större samhälle är Pelhřimov, 7,9 km öster om Nová Cerekev. Omgivningarna runt Nová Cerekev är en mosaik av jordbruksmark och naturlig växtlighet.